# Шахта «Чорноморка»
ДВАТ «Шахта „Чорноморка“». — колишня вугільна шахт, входить до ДХК «Лисичанськвугілля». Розташована у місті Лисичанськ, Луганської області.

## Історія
Розробка вугільних родовищ у районі шахти розпочала ще наприкінці XVIII століття для потреб Чорноморського флоту. Пізніше у цих місцях працювало кілька приватних копалень. Після подій 1917 вони були націоналізовані. На базі них у 1926 року створено шахту «Чорноморка».
Шахтне поле розкрите одним вертикальним (до горизонту 516 м) і двома похилими стволами (до гор. 660 та 736 м). 
Шахта надкатегорійна за метаном і небезпечна вибуховістю вугільного пилу.. Відпрацьовувала пласт l4 потужністю 1,4 м, кут падіння 21-23о.
Під час війни «Чорноморка» була зруйнована та відновлена лише 1947-го. Найвищого успіху шахта досягла у 1978 році, коли було піднято нагору 709 тис. тонн вугілля. Пізніше її було перейменовано на шахту ім. Радянської України. Історична назва до неї повернулася вже за часів незалежності України.
Гірські роботи припинено у 2003 році
11 листопада 2011 року завершено процедуру ліквідації ДВАТ Шахта «Чорноморка». (рос.)
2000 року роботи велися на горизонтах 730, 825, 875. Відпрацьовувалися пласти l2, l4 потужністю 1,3—1,35 м, кути падіння 17—18°. Добувне вугілля марки Ж, балансові запаси на 2001 рік - 24,9 млн тонн, виробнича потужність (2001) - 500 тонн на рік, чисельність працівників (1.01.2001) - 895 чол.
Адреса: 93103, м. Лисичанськ, Луганської обл.

## Світлини

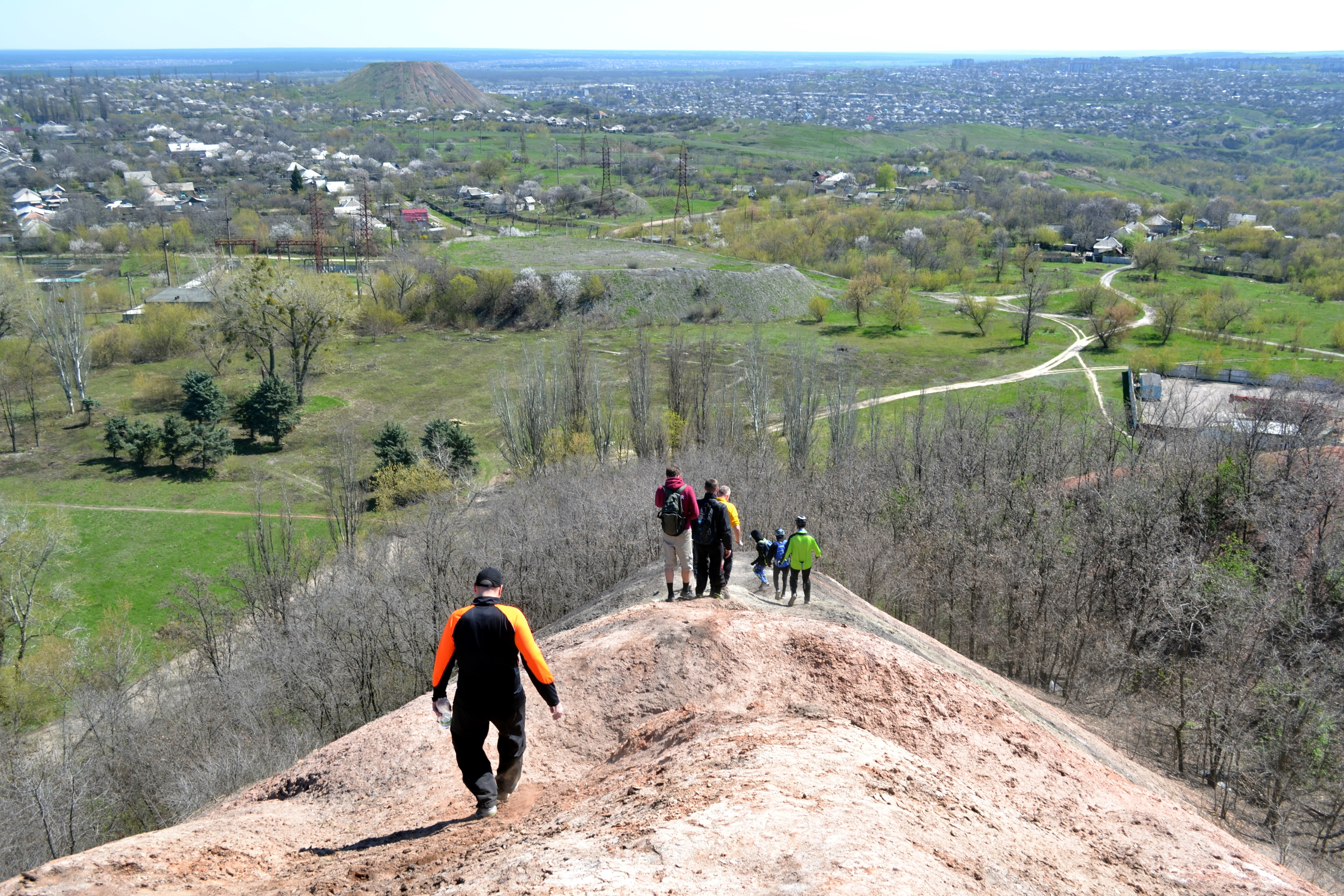
На терикоі
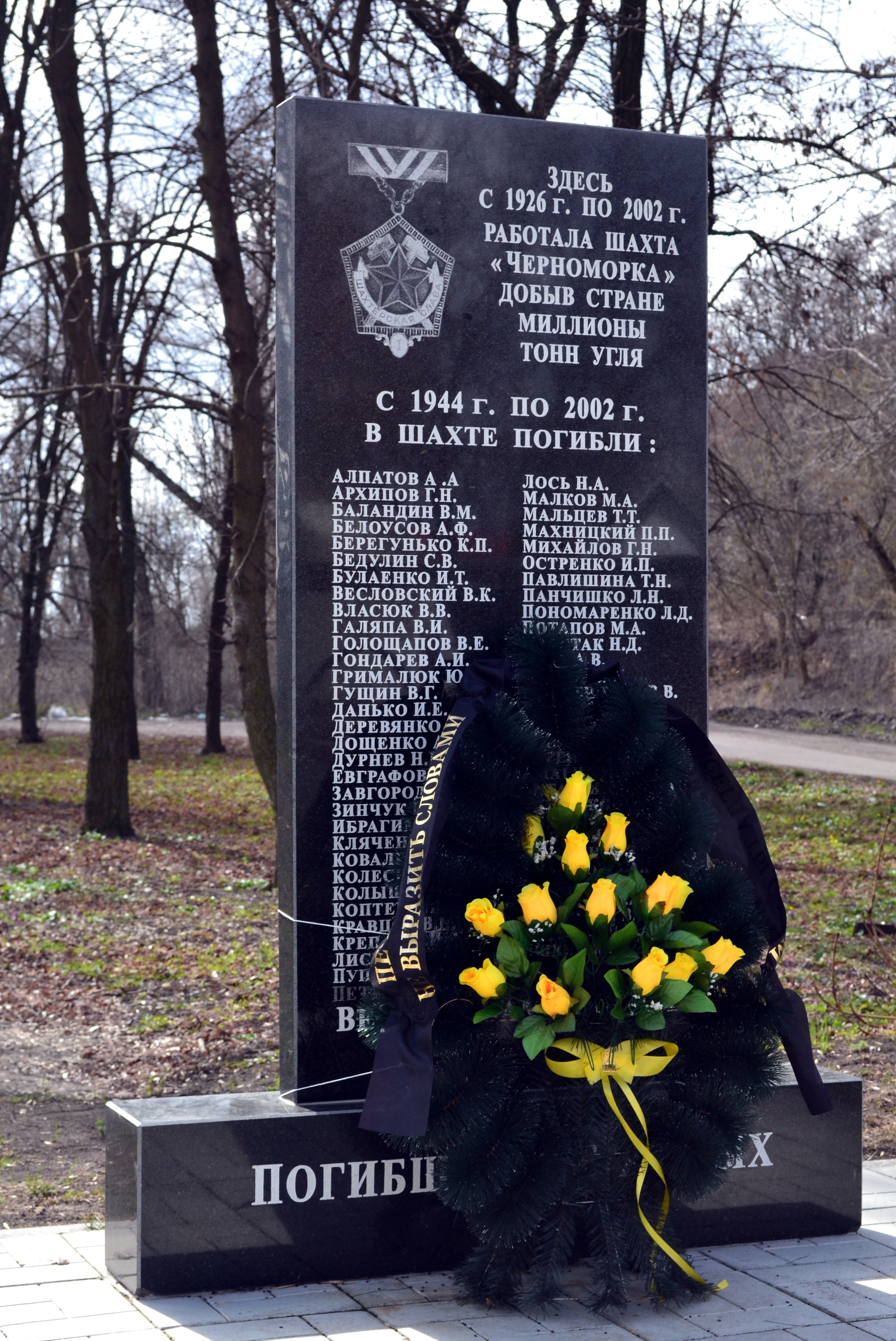
перелік загиблих
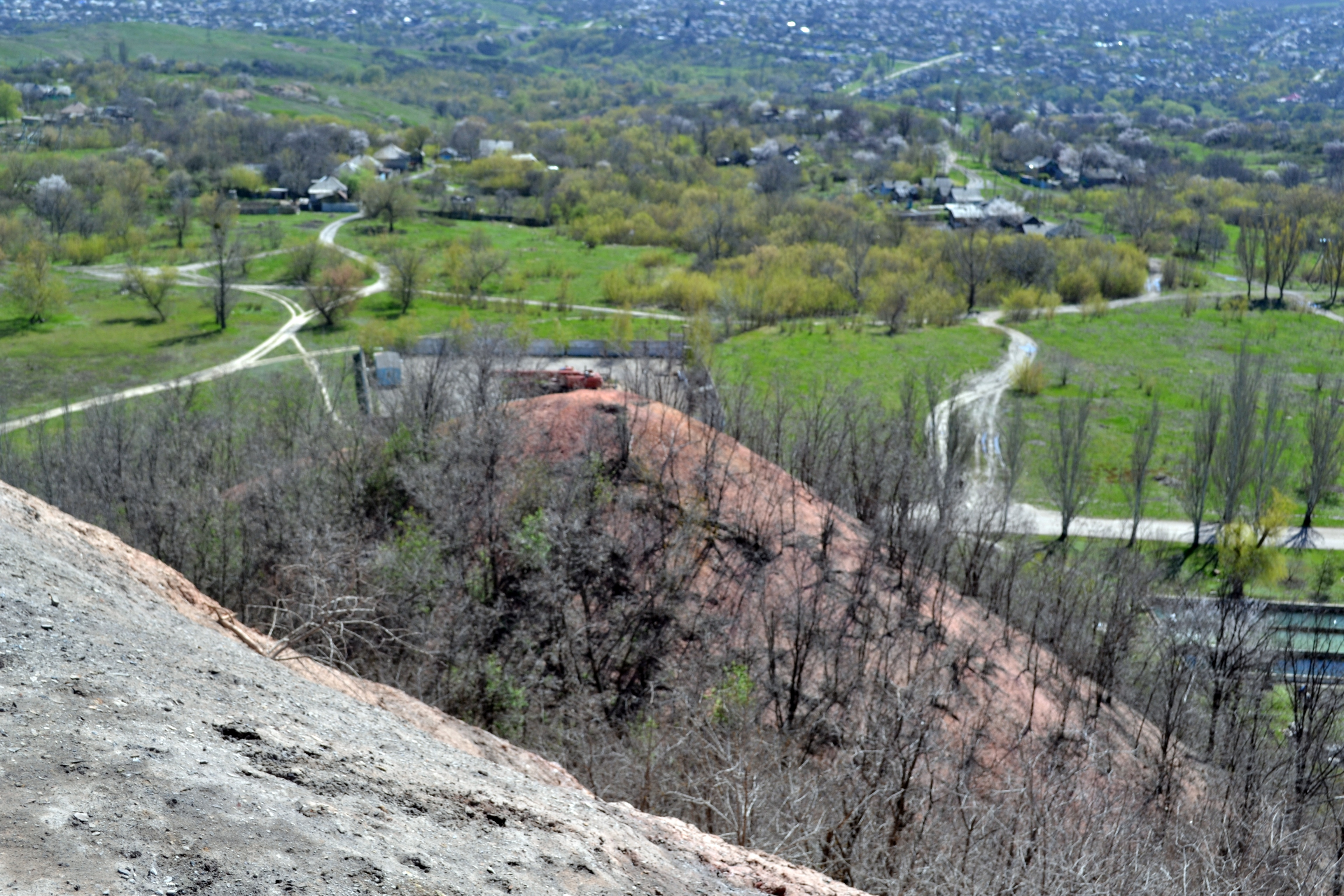